# Carl Ferdinand Cori
Carl Ferdinand Cori (5 tháng 12 năm 1896 – 20 tháng 10 năm 1984) là một nhà hóa sinh và nhà dược lý học người Mỹ gốc Áo đã đoạt giải Nobel Sinh lý và Y khoa năm 1947, chung với vợ là Gerty Cori và nhà sinh học người Argentina Bernado Houssay cho công trình khám phá ra cách mà glycogen - một chất dẫn xuất của glucose - bị phân nhỏ ra và tái tổng hợp trong cơ thể, để dùng như một nguồn và kho dự trữ năng lượng. 

## Cuộc đời và Sự nghiệp
Ông sinh tại Praha (thời đó thuộc đế quốc Áo-Hung, nay là Cộng hòa Séc), là con của Carl Cori - một thầy thuốc - và Martha Lippich. Ông lớn lên ở Trieste, nơi cha ông làm giám đốc Trạm Sinh học Biển (Marine Biological Station). Cuối năm 1914 gia đình Cori di chuyển tới Praha và Carl vào học trường Đại học Charles ở Praha. Trong thời gian học ở đây, ông gặp Gery Cori. Ông thi hành nghĩa vụ quân dịch trong Quân đội Áo-Hung và phục vụ trong đoàn trượt tuyết (ski corps), sau đó được chuyển sang đoàn vệ sinh (sanitary corps), trong đó ông đã lập một phòng thí nghiệm ở Trieste. Khi chiến tranh kết liễu thì Carl về học tiếp, tốt nghiệp cùng với Gerty năm 1920. Carl và Gerty kết hôn với nhau trong năm đó và cùng làm việc chung với nhau trong các bệnh viện chuyên khoa ở Viên.
Carl được mời tới Graz làm việc với Otto Loewi để nghiên cứu tác động của dây thần kinh phế vị ở tim. Loewi đã đoạt giải Nobel Sinh lý và Y khoa năm 1936 cho công trình nghiên cứu này. Khi Carl ở Graz, thì Gerty vẫn ở lại Viên. Một năm sau Carl được mời tới làm việc ở Viện nghiên cứu các bệnh ác tính (State Institute for the Study of Malignant Diseases) (nay là Viện ung thư Roswell Park) tại Buffalo, New York và gia đình Cori di chuyển sang Buffalo.
Khi làm việc ở đây Cori tập trung nghiên cứu vào việc trao đổi chất carbohydrate, dẫn tới việc xác định chu kỳ Cori (Cori cycle) năm 1929, do đó họ được nhận giải Nobel Sinh lý và Y khoa năm 1947. Năm 1928, họ nhập quốc tịch Mỹ. Năm 1931 Carl nhận chức giáo sư dược lý học ở Trường Y học Đại học Washingto tại St. Louis, Missouri và năm 1942 làm giáo sư khoa hóa sinh.
Năm 1946, ông đoạt giải Albert Lasker cho nghiên cứu Y học cơ bản.
Năm 2004 cả hai vợ chồng được chỉ định là một trong các National Historic Chemical Landmarks để nhìn nhận công trình làm sáng tỏ việc trao đổi chất carbohydrate của họ. Lưu trữ ngày 19 tháng 1 năm 2010 tại Wayback Machine
Gerty từ trần năm 1957. Năm 1960 Carl tái hôn với Anne Fitz-Gerald Jones. Carl vẫn làm việc ở Đại học Washington như trưởng phân ban sinh hóa tới năm 1966 thì nghỉ hưu. Sau khi nghỉ hưu Cori di chuyển tới phòng thí nghiệm Cambridge, Massachusetts, Đại học Harvard tại Bệnh viện tổng quát Massachusetts, nơi ông theo đuổi việc nghiên cứu di truyền học.
Carl có một ngôi sao chung với Gerty trên Đại lộ Danh vọng St. Louis (St. Louis Walk of Fame).